# Эхинопсис Эрье
Эхино́псис Эрье́ (лат. Echinopsis eyriesii) — кактус из рода Эхинопсис. Вид получил название в честь французского коллекционера кактусов А. Эрье, завезшего этот кактус во Францию в 1830 году.

## Описание
Стебель зелёный, шаровидный, с возрастом становится цилиндрическим, высотой 25 см, диаметром 10-12 см (в природе достигает в высоту 2,5 м, при диаметре 20-30 см), ветвится, образуя шаровидные побеги. Рёбер 12-18, они высокие, прямые, с чётко выраженными гранями, между ними глубокие бороздки. Ареолы тёмно-коричневые, светлоопушённые, крупные, высоко выступают на гранях рёбер.
Все колючки серовато-коричневые, невысокие, до 0,5 см длиной, скрываются в опушении ареол. Центральных колючек 4-8; радиальных — около 10.
Цветки белые, ароматные, распускаются ночью и держатся 1-2 дня. Цветочная трубка длиной 15-25 см, покрыта пучками тёмно-серых волосков. Семена чёрные.

## Распространение
Встречается в аргентинских провинциях Корриентес и Мисьонес и бразильских штатах Парана, Риу-Гранди-ду-Сул и Санта-Катарина.

## Синонимы
- "Echinopsis oxygona (Link) Zucc."
- Echinocactus eyriesii
- Cereus eyriesii
- Cereus turbinatus
- Echinopsis turbinata
- Echinopsis pudantii